# Pumarín (Grado)
Pumarín es una entidad de población española del municipio de Grado, perteneciente a la comunidad autónoma del Principado de Asturias.

## Historia
A mediados del siglo XIX, el lugar, ya por entonces perteneciente a la parroquia de Coalla y al ayuntamiento de Grado, tenía contabilizada una población de 33 habitantes. Aparece descrito en el decimotercer volumen del Diccionario geográfico-estadístico-histórico de España y sus posesiones de Ultramar de Pascual Madoz de la siguiente manera:

PUMARIN: l. en la prov. de Oviedo, ayunt. de Grado y felig. de San Pedro de Coalla. sit. á la der. del r. Menende, antes de Coalla, en la pendiente de la altura llamada Peña Blanca. terreno cálido y medianamente fértil. prod.: maiz, escanda, habas, patatas y otros frutos. pobl.: 9 vec., 33 habitantes.
(Madoz, 1849, p. 300)

En 2023, la entidad singular de población de Pumarín tenía empadronados 13 habitantes.